# Troy Brown Jr.
Troy Randall Brown Jr. (Las Vegas, Nevada, 28 de julio de 1999) es un baloncestista estadounidense que pertenece a la plantilla del Manisa BB de la Basketbol Süper Ligi turca. Con 2,01 metros de estatura, juega en la posición de alero.

## Trayectoria deportiva

### Primeros años
Jugó durante su etapa de instituto en el Centennial High School de Las Vegas, donde en su temporada júnior promedió 19,0 puntos, 9,5 rebotes y 6,3 asistencias, llevando a su equipo a las finales regionales.
Fue elegido para diputar los prestigiosos McDonald's All-American Game y el Jordan Brand Classic, en el que logró 10 puntos, 6 rebotes y 5 asistencias.

### Universidad
Jugó una temporada con los Ducks de la Universidad de Oregón, en la que promedió 11,3 puntos, 6,2 rebotes, 3,2 asistencias y 1,6 robos de balón por partido. Tras finalizar esa temporada, anunció su intención de renunciar a los tres años de universidad que le quedaban para presentarse al Draft de la NBA.

#### Estadísticas
| Año     | Equipo | PJ | PT | MPP  | %TC  | %3P  | %TL  | RPP | APP | ROB | TPP | PPP  |
| ------- | ------ | -- | -- | ---- | ---- | ---- | ---- | --- | --- | --- | --- | ---- |
| 2017–18 | Oregon | 35 | 35 | 31.2 | .444 | .291 | .743 | 6.2 | 3.2 | 1.6 | .2  | 11.3 |

### Profesional
Fue elegido en la decimoquinta posición del Draft de la NBA de 2018 por Washington Wizards.
El 25 de marzo de 2021, es traspasado a Chicago Bulls, en un intercambio entre tres equipos.
El 30 de junio de 2022, firma un contrato por un año y el mínimo de veterano con Los Angeles Lakers.
En junio de 2023, firma por un año con Minnesota Timberwolves. El 7 de febrero de 2024 es traspasado, junto a Shake Milton, a Detroit Pistons a cambio de Monté Morris.
En septiembre de 2024 se une a los entrenamientos de Golden State Warriors, buscando un contrato NBA.
El 11 de octubre de 2024 firma contrato con el club turco Manisa BB de la Basketbol Süper Ligi (BSL).

## Estadísticas de su carrera en la NBA

##### Temporada regular
| Año     | Equipo      | PJ  | PT | MPP  | %TC  | %3P  | %TL  | RPP | APP | ROB | TPP | PPP  |
| ------- | ----------- | --- | -- | ---- | ---- | ---- | ---- | --- | --- | --- | --- | ---- |
| 2018-19 | Washington  | 52  | 10 | 14.0 | .415 | .319 | .681 | 2.8 | 1.5 | .4  | .1  | 4.8  |
| 2019-20 | Washington  | 69  | 22 | 25.2 | .439 | .341 | .784 | 5.6 | 2.6 | 1.2 | .1  | 10.4 |
| 2020-21 | Washington  | 21  | 0  | 13.7 | .371 | .304 | .667 | 2.9 | .9  | .1  | .2  | 4.3  |
| 2020-21 | Chicago     | 13  | 0  | 18.2 | .527 | .333 | .833 | 3.4 | .8  | .5  | .2  | 5.5  |
| 2021-22 | Chicago     | 66  | 7  | 16.0 | .419 | .353 | .769 | 3.1 | 1.0 | .5  | .1  | 4.3  |
| 2022-23 | L.A. Lakers | 76  | 45 | 24.5 | .430 | .381 | .872 | 4.1 | 1.3 | .8  | .2  | 7.1  |
| 2023-24 | Minnesota   | 37  | 3  | 11.1 | .441 | .369 | .864 | 1.9 | .9  | .2  | .1  | 4.2  |
| 2023-24 | Detroit     | 21  | 11 | 19.3 | .305 | .281 | .867 | 3.3 | 1.1 | .7  | .0  | 4.4  |
| Total   | Total       | 355 | 98 | 19.1 | .423 | .351 | .783 | 3.6 | 1.4 | .7  | .1  | 6.2  |

### Playoffs
| Año   | Equipo      | PJ | PT | MPP  | %TC  | %3P  | %TL | RPP | APP | ROB | TPP | PPP |
| ----- | ----------- | -- | -- | ---- | ---- | ---- | --- | --- | --- | --- | --- | --- |
| 2022  | Chicago     | 3  | 0  | 12.3 | .294 | .182 | —   | 2.7 | 1.0 | .7  | .0  | 4.0 |
| 2023  | L.A. Lakers | 12 | 0  | 10.3 | .357 | .133 | —   | 2.0 | .9  | .2  | .1  | 1.8 |
| Total | Total       | 15 | 0  | 10.7 | .333 | .154 | —   | 2.1 | .9  | .3  | .1  | 2.3 |